# Steve Morse
Steve J. Morse, född 28 juli 1954 i Hamilton, Ohio, är en amerikansk musiker. Morse är känd som gitarrist för Deep Purple från 1994 till 2022. Han har tidigare spelat med bland annat Kansas. Han är även engagerad i Dixie Dregs, Flying Colors och Steve Morse Band och har dessutom spelat in ett antal soloalbum. 
Hans senaste album, Prime Cuts, är ett samlingsalbum bestående av låtar från Morses skivor släppta på Magna Carta Records. På detta album medverkar förutom Steve Morse Band en hel del andra musiker som också har eller har haft kontrakt med Magna Carta, som till exempel Billy Sheehan, Jordan Rudess och Mike Portnoy.

## Diskografi (urval)
Som Steve Morse
- 1989 – High Tension Wires
- 2000 – Major Impacts
- 2004 – Major Impacts 2
- 2005 – Prime Cuts – From Steve Morse's Magna Carta sessions
- 2009 – Prime Cuts 2 – From Steve Morse's Magna Carta sessions

Med Steve Morse Band
- 1984 – The Introduction
- 1985 – Stand Up
- 1991 – Southern Steel
- 1992 – Coast to Coast
- 1995 – Structural Damage
- 1996 – Stressfest
- 2000 – Major Impacts
- 2002 – Split Decision
- 2004 – Major Impacts, Vol. 2
- 2008 – Cruise Control – Live in New York 1992
- 2009 – Out Standing in Their Field